# Graffiti (Gackt-dal)
A Graffiti Gackt japán énekes kislemeze, mely 2011. november 30-án jelent meg az Avex Entertainment kiadónál. A címadó dal a Sket Dance című anime nyitódala.
Az anime egyik szereplőjét, Dantét Gacktról mintázták, és ő is szinkronizálta. A kislemezre felkerült második dalt, melynek címe Iki tosi ikeru szubete ni cugu (生きとし生けるすべてに告ぐ; Hepburn: Iki Toshi Ikeru Subete ni Tsugu), Dante adja elő az animében. A Graffiti videóklipjét Sibujában forgatták, késő éjjel az utcákon.

## Számlista
Az összes dalszöveg szerzője Fudzsibajasi Sóko (藤林 聖子; Hepburn: Fujibayashi Shōko); az összes szám szerzője Ryo.
| 1. | Graffiti                                                                                              | 3:42 |
| 2. | Iki tosi ikeru szubete ni cugu (生きとし生けるすべてに告ぐ; Hepburn: Iki Toshi Ikeru Subete ni Tsugu) | 3:59 |
| 3. | Graffiti (instrumental)                                                                               |      |
| 4. | Iki tosi ikeru szubete ni cugu (instrumental)                                                         |      |

| 1. | Graffiti (Music Film) |  |

## Slágerlista-helyezések
Oricon
| Dátum              | Slágerlista | Típus              | Legmagasabb helyezés | Eladás |
| ------------------ | ----------- | ------------------ | -------------------- | ------ |
| 2011. november 30. | Oricon      | heti kislemezlista | 10                   | 15 953 |
| 2011. november 30. | Oricon      | havi kislemezlista | 38                   |        |

Billboard Japan
| Slágerlista (2011)            | Legmagasabb helyezés |
| ----------------------------- | -------------------- |
| Billboard Japan Hot 100       | 21                   |
| Billboard Japan Hot Animation | 3                    |